# Rödäng

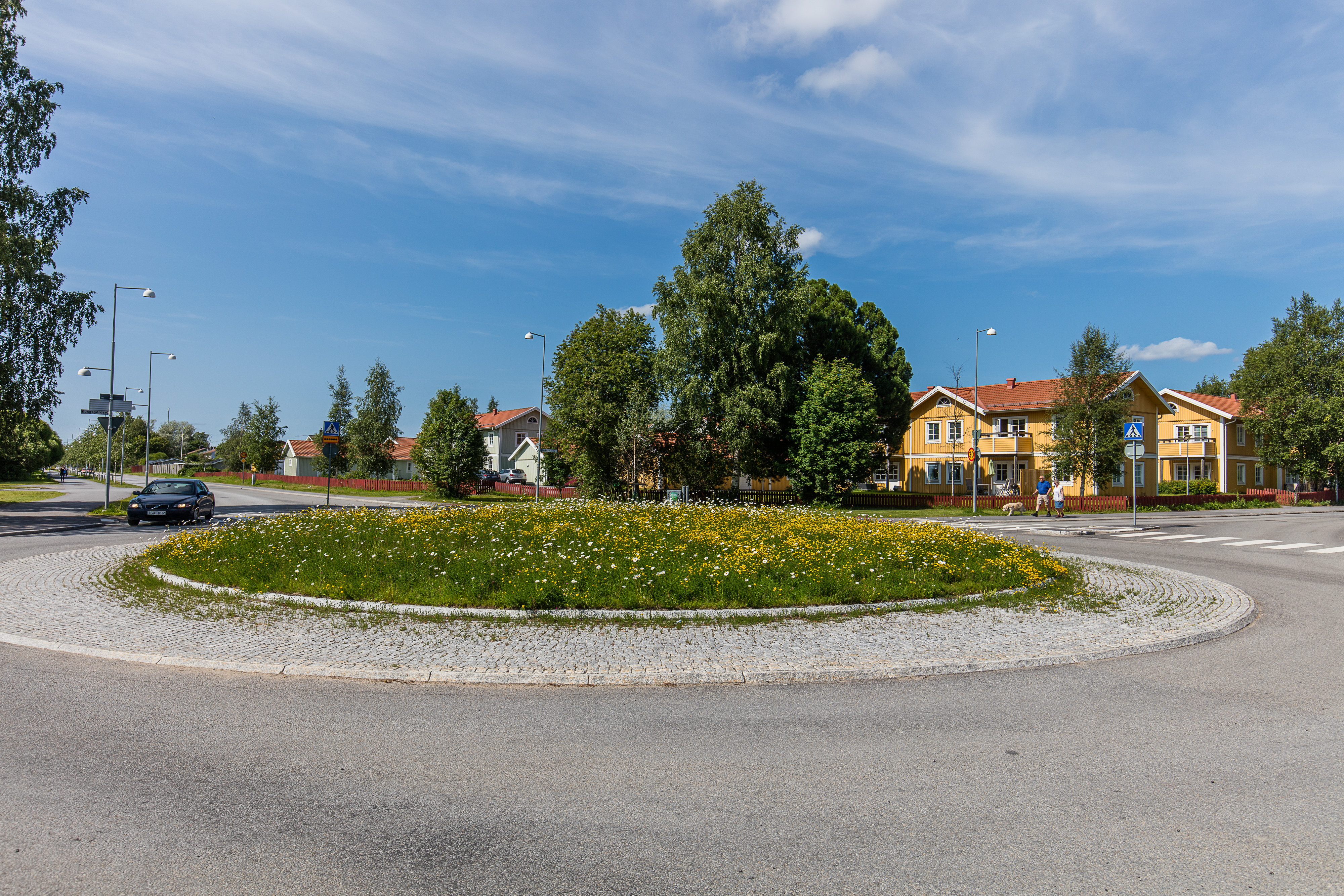
Rondell vid infarten till Rödäng.

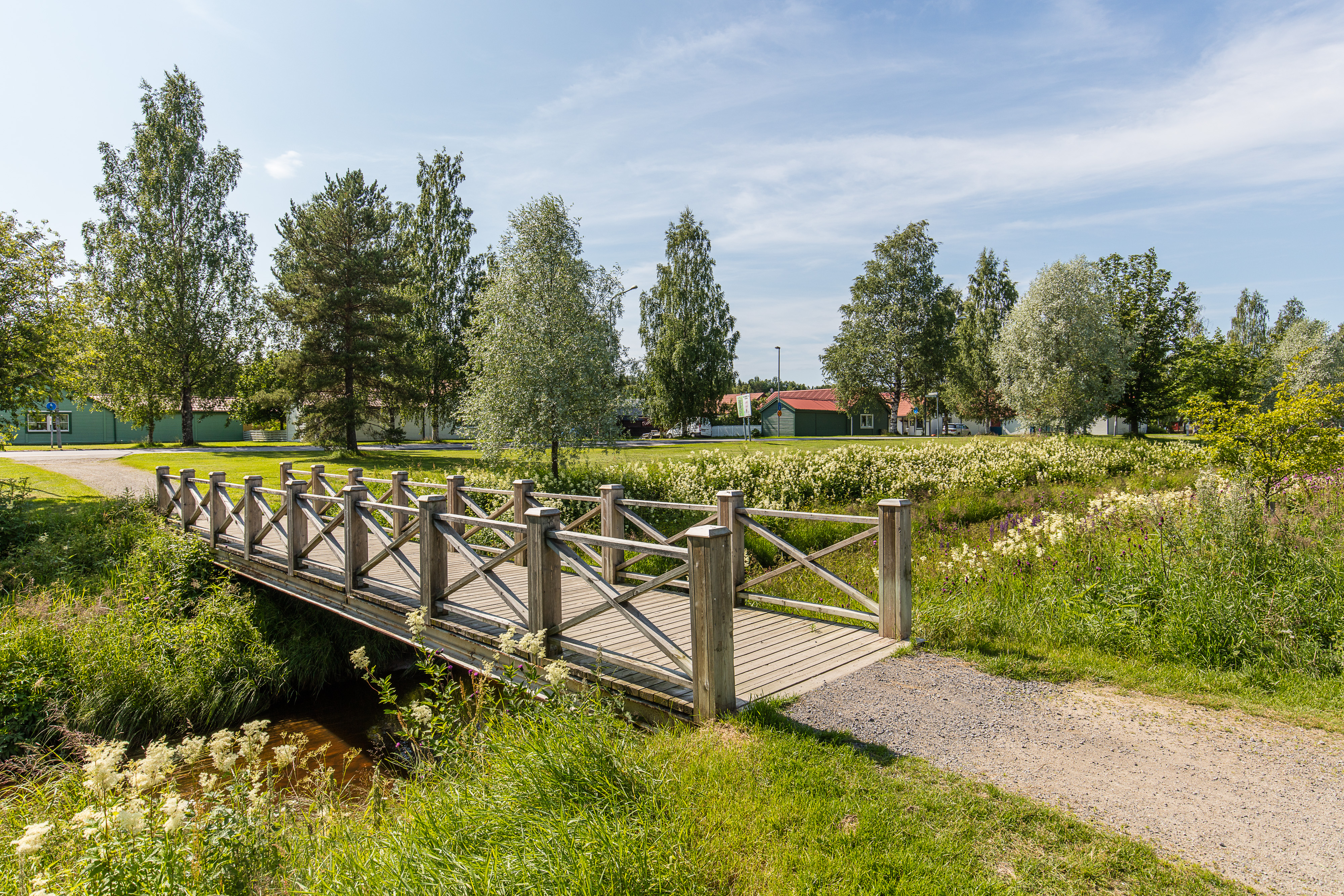
Gångbro över Tvärån, nära Rödäng

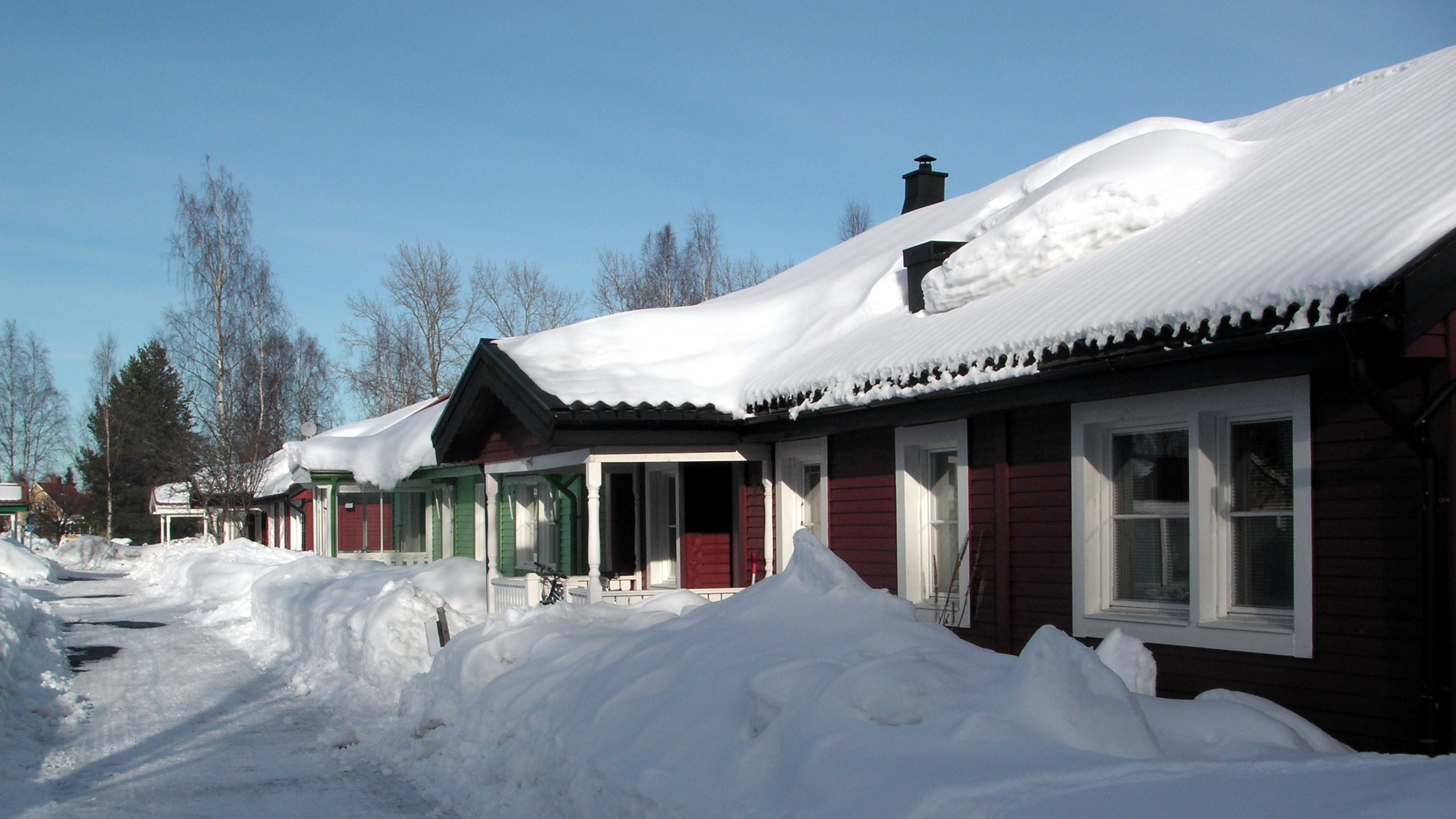
Radhus av den här modellen är vanliga på Rödäng.

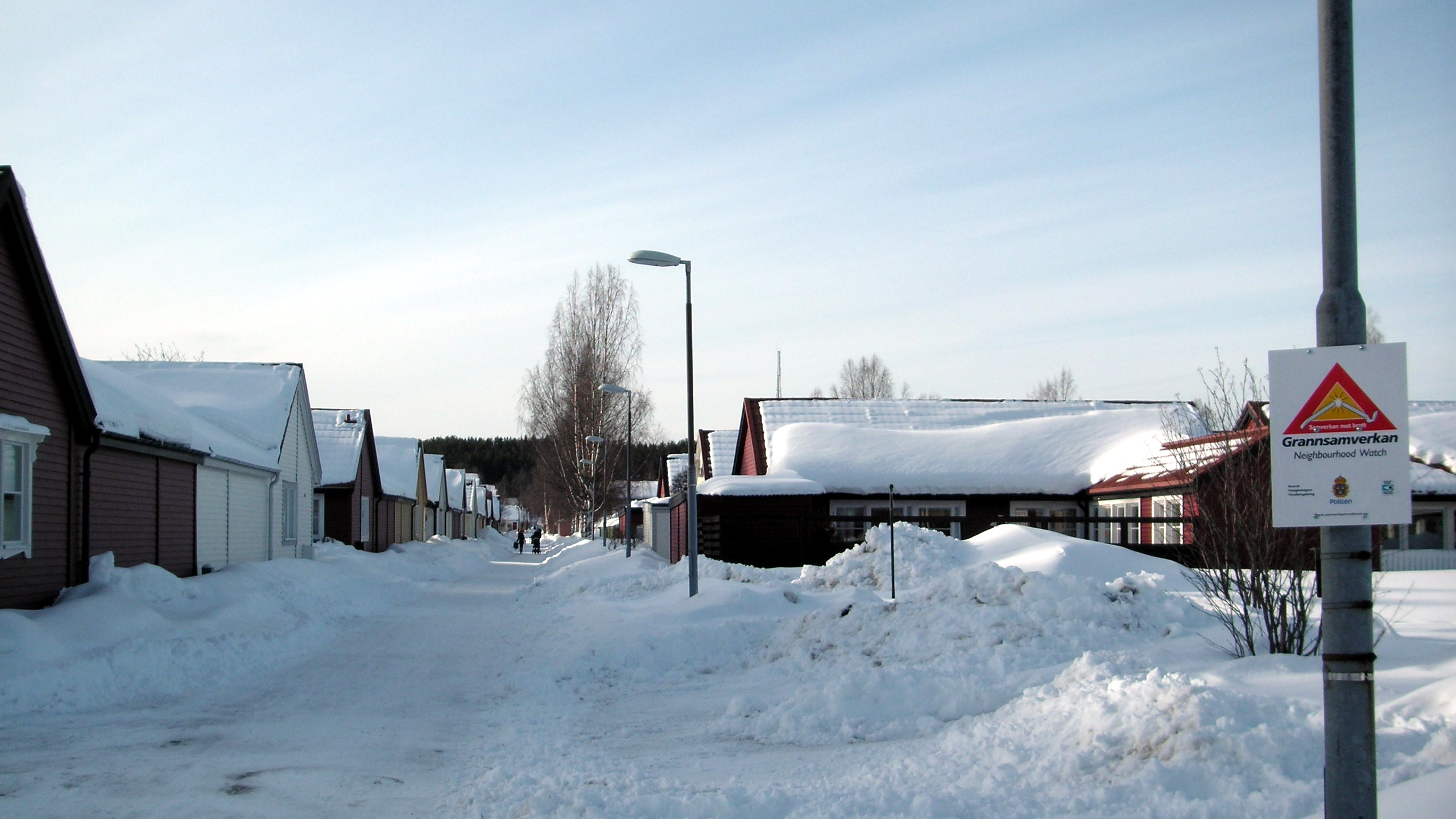
Överblick över del av Rödäng med radhus.

Rödäng är en stadsdel i västra Umeå som i söder avgränsas mot Sandåkern av Vännäsvägen/E12, i väst av Rödberget och mot Västerslätt i öst och norr av Tvärån. Bebyggelsen består av sammanlagt 334 bostadshus, samtliga rad- och atriumhus, samt skolor och daghem som är friliggande.

## Historia
Innan Rödäng började bebyggas var hela området åkermark. 1973 började Platzer bygga husen belägna närmast Umeå centrum (Flöjtstråket) och byggnationerna fortsatte österut fram till 1975 då hela området stod klart. Radhusen har alla samma planlösning och atriumhusen har alla samma planlösning. Husen målades i tre färger; röda, gröna eller beiga. Höstterminen 1975 öppnades lågstadieskolan Rödängsskolan. Skolan delade då hus med Förskolan Kornetten på Mollstråket 1. De första åren fanns det en klass i varje årskurs. Skolan flyttades höstterminen 1978 till Fiolstråket.
Platsen har fått sitt namn på grund av det järnrika vattnet i bäckarna som fordom rann över ängarna, och därmed färgade delar av arealen rödbrun.

## Gator i området
Samtliga gatunamn på Rödäng har musikanknytning, med undantag av huvudvägen in till Rödäng, Rödängsvägen. 

### Gator med bostadshus
- Banjostråket
- Basstråket
- Basunvägen
- Durstråket
- Fiolstråket
- Flöjtstråket
- Klangstråket
- Klarinettstråket
- Klaverstråket
- Kornettstråket
- Mandolinstråket
- Mollstråket
- Musikstråket
- Orgelstråket
- Saxofonstråket
- Soliststråket
- Sordinstråket
- Spinettstråket
- Taffelstråket
- Tenorstråket
- Trombonstråket
- Trumpetstråket
- Trumstråket

### Övriga gator
- Ackordstråket
- Altstråket
- Cellovägen
- Dirigentstråket
- Fagottvägen
- Lyrstråket
- Tangenstråket